# Alexander Leonidowitsch Kaidanowski
Alexander Leonidowitsch Kaidanowski (auch: Aleksandr Kaidanovsky; russisch Александр Леонидович Кайдановский; * 23. Juli 1946 in Rostow am Don; † 3. Dezember 1995 in Moskau) war ein sowjetisch-russischer Schauspieler.

## Leben
Kaidanowski studierte an der Schauspielschule seines Geburtsortes und arbeitete im Anschluss daran am dortigen Theater. Von 1969 bis 1971 arbeitete er am Wachtangow-Theater in Moskau, anschließend bis 1973 am Tschechow-Kunsttheater. Eine von seinen Filmrollen spielte Kaidanowski 1977 in Waleri Achadows Film Wer fährt nach Truskawez. Mitte der 1970er Jahre spielte er in historischen Abenteuerfilmen mit. Seinen internationalen Durchbruch sowie den Höhepunkt seiner Laufbahn erreichte er 1979 durch die Titelrolle in Andrei Tarkowskis Werk Stalker.
In den folgenden Jahren arbeitete Kaidanowski neben seiner Schauspieltätigkeit in Spielfilmen und TV-Produktionen auch als Drehbuchautor und Regisseur. Bei den Internationalen Filmfestspielen von Cannes 1994 war er Jury-Mitglied; Jurypräsident war Clint Eastwood.
Kaidanowski war von 1966 bis 1975 mit Irina Anatoljewna Bytschkowa verheiratet, mit der er eine gemeinsame Tochter Darja (* 1970) hatte. Mit seiner zweiten Frau, der Schauspielerin Jewgenija Pawlowna Simonowa (* 1955), war er von 1975 bis 1980 verheiratet. Ihre gemeinsame Tochter Soja Alexandrowna Kajdanowskaja (* 1976) ist ebenfalls Schauspielerin geworden. Seine dritte Ehefrau, Natalija Sudakowa, war Ballerina am Bolschoi-Theater. Ihr gemeinsamer Sohn Andrej Alexandrowitsch Kajdanowskij (* 1987) war u. a. an der Wiener Staatsoper tätig. Mit seiner vierten Frau, Inna Pivars (* 1968), war Kaidanowski im Jahr 1995 verheiratet. Die Ehe dauerte drei Wochen lang bis zu seinem Tod. Kaidanowski starb im Dezember 1995 nach seinem dritten Herzinfarkt. Er wurde auf dem Kunzewoer Friedhof beigesetzt.

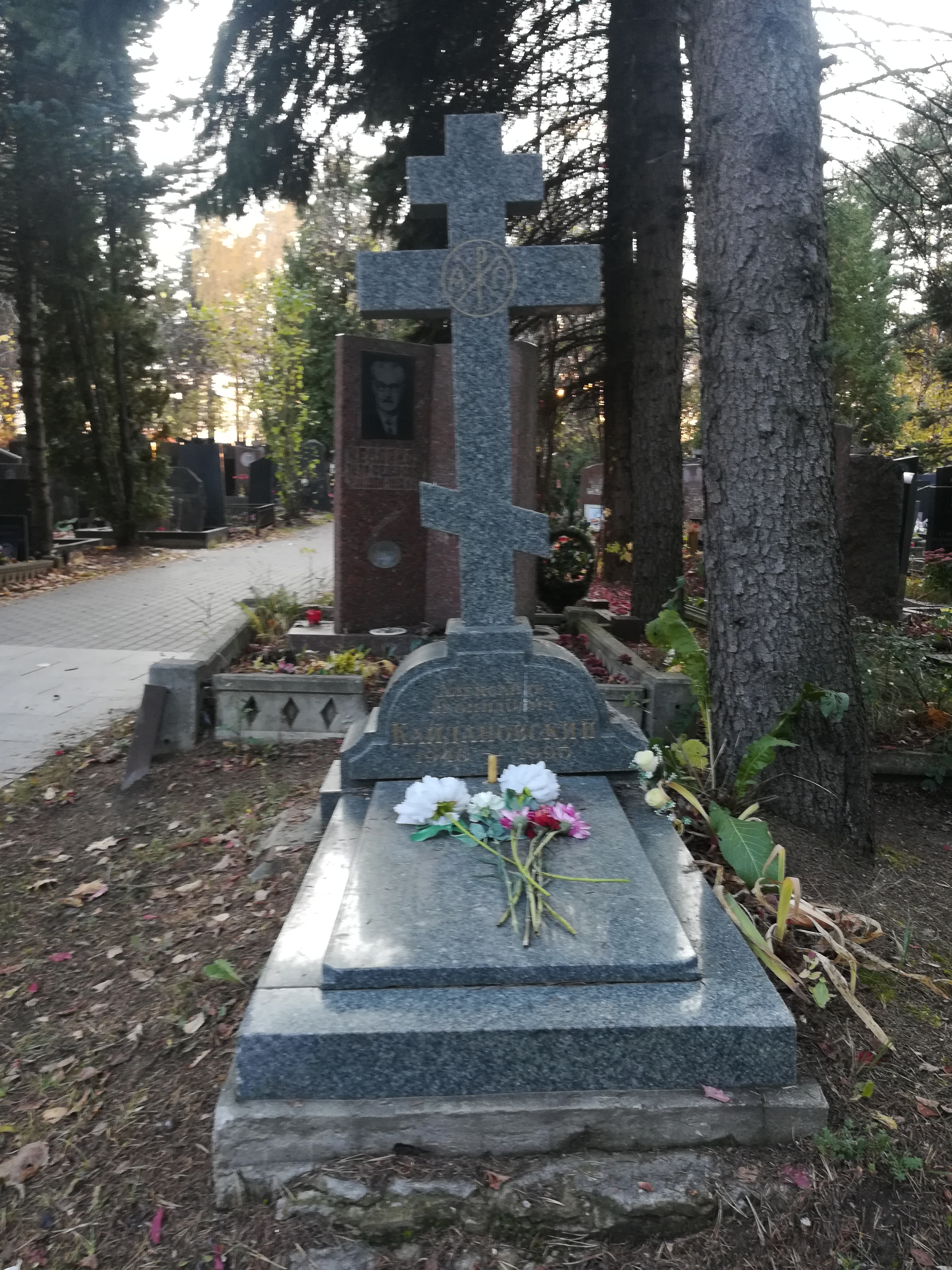
Grabstätte von Alexander Leonidowitsch Kaidanowski

## Filmografie (Auswahl)
- 1967: Anna Karenina (Анна Каренина/Anna Karenina)
- 1970: Der Rote Platz (Красная площадь/Krasnaja ploschtschad)
- 1970: Ein ruhiger Tag am Ende des Krieges (Спокойный день в конце войны/Spokojnyj den w konze wojny)
- 1972: Der Vierte (Четвёртый/Tschetwjortyj)
- 1973: Scheitern des Ingenieurs Garin (Крах инженера Гарина/Krach inshenera Garina)
- 1974: Verraten und verkauft (Свой среди чужих, чужой среди своих/Swoj sredi tschushich, tschushoj sredi swoich)
- 1975: Diamanten für die Diktatur des Proletariats (Бриллианты для диктатуры пролетариата/Brillianty dlja diktatury proletariata)
- 1976: Goldenes Flüsschen (Золотая речка/Solotaja retschka)
- 1977: Wer fährt nach Truskawez (Кто поедет в Трускавец/Kto pojedet w Truskawez)
- 1979: Testflug zum Saturn (Test pilota Pirxa/Дознание пилота Пиркса)
- 1979: Stalker (Сталкер/Stalker)
- 1987: Agatha Christie: Das letzte Weekend (Десять негритят/Desjat negritjat)